# Scarabaeus geminogalenus
Scarabaeus geminogalenus is een keversoort uit de familie bladsprietkevers (Scarabaeidae). De wetenschappelijke naam van de soort werd voor het eerst geldig gepubliceerd in 2016 door Davis en Deschodt.